# Oasisamerika

Oasiskulturernas utbredning i sydvästra USA

Oasisamerika är en kulturell region för ursprungsbefolkningar i Nordamerika. Deras kulturer, före kontakten med Europa, var övervägande agrara i motsats till grannstammarna i söder i Aridoamerika.  Regionen sträcker sig över delar av nordvästra Mexiko och sydvästra USA och kan omfatta större delen av Arizona och New Mexico. södra delarna av Utah och Colorado; och norra delarna av mexikanska Sonora och Chihuahua. Under vissa historiska perioder kan det även ha inkluderat delar av Kalifornien och Texas. 
Termen användes först av den tysk-mexikanska antropologen Paul Kirchhoff som också myntade Mesoamerika och Aridoamerika, och används av vissa forskare, främst mexikanska antropologer, för det stora kulturområde som definierar förcolumbianska i sydvästra Nordamerika.  Området sträcker sig från dagens Utah ner till södra Chihuahua, och från kusten vid Californiaviken österut till Río Bravoflodens dalgång. Dess namn kommer från dess position i förhållande till liknande regioner i Mesoamerika och mestadels nomadiska Aridoamerika. Termen amerikanska antropologer använder är Greater Southwest, medan Oasisamerika används mer av mexikanska forskare.

## Geografi
Termen Oasisamerika är en kombination av "oasis" och "Amerika". Det hänvisar till det land som domineras av Klippiga bergen och Sierra Madre Occidental. Öster och väster om dessa bergskedjor sträcker sig de torra slätterna i Sonora-, Chihuahua- och Arizonaöknarna. När Oasisamerika var som störst täckte det en del av dagens mexikanska delstater Chihuahua, Sonora och Baja California, samt de amerikanska delstaterna Arizona, Utah, New Mexico, Colorado, Nevada och Kalifornien. Trots att Oasisamerika var ett torrt land hade det flera stora vattendrag: Yaqui, Rio Grande, Coloradofloden, Conchos och Gila Rivers. Närvaron av dessa floder och några sjöar möjliggjorde utvecklingen av jordbrukstekniker som importerades från Mesoamerika.

## Kännetecken för de oasisamerikanska kulturerna

### Kulturell utveckling

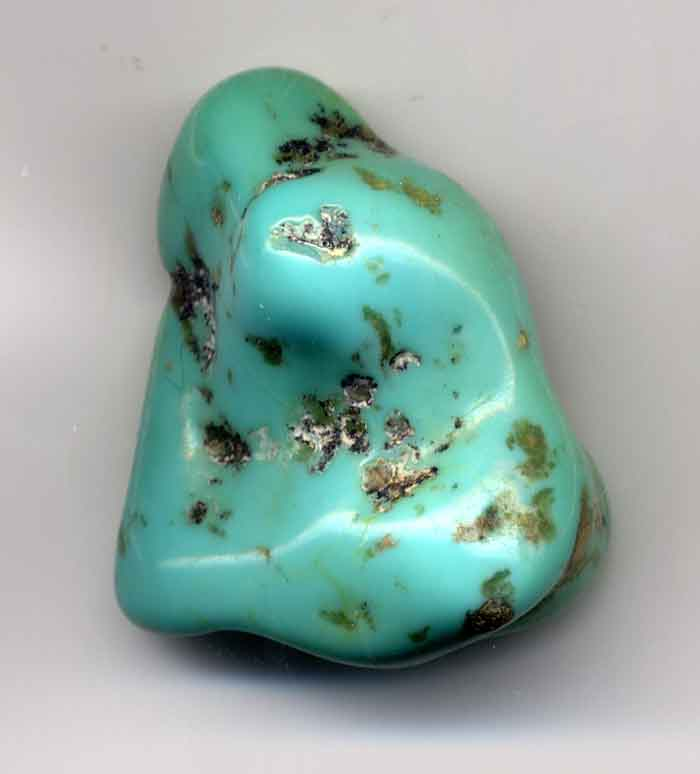
Sten av turkos

Det kulturella superområdet Mesoamerika historiska ursprung börjar ta form cirka 2 000 år efter att en delning av Mesoamerika och Aridoamerika hade skett. En del av de aridoamerikanska samhällena hade odling som ett komplement till sin jägar- och samlarekonomi. Dessa samhällen, varav en del tillhörde ökentraditionen, skulle senare bli mer permanenta jordbrukande och bilda Oasisamerika. Majs har odlats i denna region sedan 3500 f.Kr. och möjligen 4000 f.Kr., baserat på fynd av majsrester, ofta tillsammans med squash som hittats i Bat Cave, New Mexico.  De äldsta beläggen för majsodling i Mesoamerika är äldre än så, vilket tyder på att majsodling kom till Oasisamerika söderifrån.  Det är troligt att alla jordbruksgrödor före kontakten med Europa, utom teparybönan (Phaseolus acutifolius) importerades från Mesoamerika.
Det finns mycket som tyder på ett nära släktskap mellan de stora kulturregionerna i södra Nordamerika. Turkos som användes av mesoamerikaner härstammade nästan uteslutande från södra New Mexico och Arizona.  Efterfrågan på detta mineral kan ha etablerat handelsförbindelser mellan de två kulturområdena. I Paquimé, en plats kopplad till Mogollonkulturen, finns det ceremoniella strukturer som är relaterade till mesoamerikansk religion, och ett stort antal skelett av arapapegojor, som transporterades från skogarna i sydöstra Mexiko.

## Kulturområden
Oasisamerica bestod av flera stora kulturella grupper som är viktika i sydvästra USA: Förfädernas Pueblo-folk, Hohokam, Mogollon, Pasaya och Fremont. Mindre kulturer inom denna region inkluderar Sinagua.

### Pueblofolkets förfäder
Huvudartikel: Anasazikulturen
De nuvarande pueblokulturerna hade sina rötter i regionen Four Corners.  Områdets vegetation bestod av olika enbuskar som de forntida invånarna lärde sig att använda för sina egna behov. Födosök i annan vegetationen räckte halva året, men från  november till april kunde man inte försörja sig på denna. Förfädernas Pueblo-samhälle var ett komplext samhälle i Oasisamerica. De antas vara förfäder till det moderna Pueblo-folket som Zuñi och Hopi. Termen Anasazi används också för att beskriva dessa kulturer, men det är en navajo-term som betyder "fiendens förfäder".
Den förhistoriska Pueblokulturen har studerats intensivt i USA. Sekvensen av den kulturella utvecklingen började före det första århundradet f.Kr. och löper till 1540 e.Kr. när puebloindianerna lades under den spanska kronan. Denna långa utveckling har getts namn som Basketmaker I-, II- och III-faserna följt av Pueblo I-, II-, III- och IV-faserna. Pueblo-perioden börjar med utvecklingen av keramik som ersätter korgarna. Det mest framträdande kännetecknet för denna keramik är dominansen av bitar av vit eller röd färg med svarta mönster. Under Pueblo I-fasen (750–900 e.Kr.) utvecklades de första bevattningssystemen. Pueblo II (900–1150) utmärks av byggandet stora verk, flerfamiljshus i flera våningar. Pueblo III (1150–1350) drev ett expanderande jordbruk och byggde  stora kommunikationsnätverk som bestod till Pueblo IV-eran. I Pueblo IV (1350–1600) upplöstes mycket av det tidigare samhället. Orsakerna till nedgången av Pueblokulturen är fortfarande omstridd. En långvarig torka som drabbade regionen från 1276 till 1299 var en orsak.

### Hohokam
Huvudartikel: Hohokamkulturen
Hohokam bebodde ökenliknande områdena i Arizona och Sonora. Territoriet avgränsas av två stora floder, Salt River (Arizona) och Gila Rivers, som utgör hjärtat av Sonoraöknen. Ekosystemets utmaningar för jordbruket tvingade Hohokam  att bygga bevattningssystem med reservoarer och kanaler från floderna Salt och Gila. Kanalerna kunde nå flera meter i djup och vara 10 km långa. Kulturen skildras i huvudartikeln.

### Mogollon
Huvudartikel: Mogollonkulturen
Mogollons kulturområde i Mesoamerika sträckte sig från foten av Sierra Madre Occidental, norrut till Arizona och New Mexico i sydvästra USA. Ibland skiljer man ut två  kulturella traditioner inom detta område: Mogollon själv och Paquime-kulturen som härstammar från den. Mogollonkulturen begravde  vanligtvis sina döda. I kulturens gravar fanns ofta keramik och halvädelstenar. Den mest imponerande mogollonska keramiktraditionen fanns i Mimbresflodens dalgång. Den kännetecknades av vita verk dekorerade med stiliserade bilder av det dagliga livet. Detta skiljde ut denna keramik som i övrigt dominerades av geometriska mönster. Det finns ingen allmänt accepterad kronologi för utvecklingen av Mogollonkulturen. På 1000-talet ökade befolkningen i Mogollonområdet snabbare. Under denna period gynnades Mogollon av handelsförbindelser med Mesoamerika,vilket underlättade utvecklingen av jordbruket. Mogollonkulturen nådde sin höjdpunkt på 1300- och 1400-talen. Nedgången för centra för Mogollon började på 1200-talet. På 1400-talet hade en stor del av regionen övergivits av sina tidigare invånare.

### Fremont
Huvudartikel: Fremontkulturen
Fremontkulturen bebodde en stor del av dagens Utah. Området låg norr om Förfädernas Pueblo. Kulturens utveckling i Oasisamerika ägde rum från ungefär 100 år f.Kr. till 1300-talet e.Kr. Några forskare hävdar att Fremontkulturen härstammar från förfädernas Pueblokultur. Några grupp skulle ha emigrerat norrut och etablerat Fremont-samhällena. De förde då med sig sedvänjor, den sociala organisationen och teknologin. Denna hypotes förklarar förekomsten av keramik i Utah som är mycket lik den som finns i Mesa Verde. Andra ser den som en kultur med rötter i Great Basin och anför bland annat deras mockasiner som skiljer från pueblos sandaler. De kopierade då keramiken men övergick aldrig till heltidsjordbruk som pueblokulturen. Fremontkulturens förfall började under andra halvan av 900-talet och fullbordades på 1300-talet. De flyttade omkring 900 till nordvästra Utah. Vid spanjorernas ankomst beboddes området av Shoshoner, en uto-aztekisk grupp som vandrat in senare.

### Pataya
Huvudartikel: Patayakulturen
Patayan-området upptar den västra delen av Oasisamerica. Det omfattar de moderna delstaterna Kalifornien och Arizona i USA, och Baja California och Sonora i Mexiko. Patayans var ett mera perifert kulturområde vars kulturella utveckling påverkades av Hohokamkulturen i öster. De lärde sig det mesoamerikanska bollspelet, olika tekniker att kremera och tillverkning av keramik. Kulturen försvagades på 1300-talet.

## Galleri

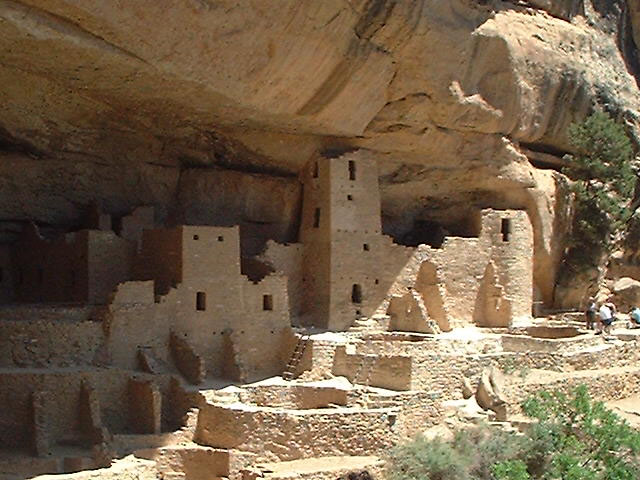
Mesa Verde
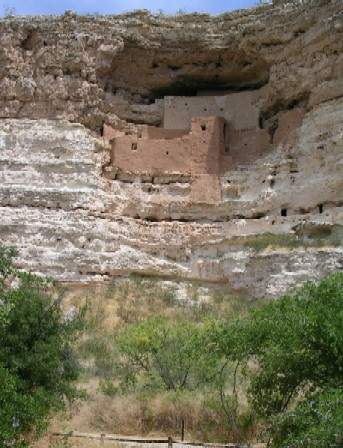
Montezuma's castle
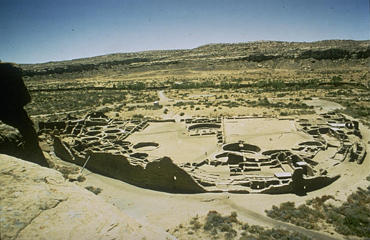
Chaco Canyon